# ラ・シャリテ＝シュル＝ロワール
ラ・シャリテ＝シュル＝ロワール（フランス語：La Charité-sur-Loire）は、フランス中央部ニエーヴル県にあるコミューンである。

## 歴史
この町は、1059年にロワール川の島にあった最初のクリュニー修道院の教会が始まりである。
1429年12月24-25日にジャンヌ・ダルクらがラ・シャリテ＝シュル＝ロワール包囲戦（en）を行ったが失敗している。
1559年に大火で荒廃した。ユグノー戦争では、1570年8月サン＝ジェルマン＝アン＝レー講和条約によって、ユグノーの安全が保護された町の一つであった。第二次ユグノー戦争では、補強された町はカトリックの軍によって8ヶ月の包囲に耐えた。
フランス革命まで小修道院には、わずか12人の修道士が居たが、後に個人に売却された。この修道院は、高速道路建設計画で壊される予定であったが、1840年『カルメン』の著者で、最初のフランス歴史記念物監督官となったプロスペル・メリメに、残す価値がある建物と報告され保護された。
世界遺産
修道院は廃墟のようになっているが、ノルマン人の貴族Simon I de Senlisが埋葬されている。 1998年、フランスのサンティアゴ・デ・コンポステーラの巡礼路の一部として、サント・クロワ・ノートル・ダム教会はUNESCOの世界遺産に登録された。

## 文化

### 今年の言葉
毎年、この町では言葉の祭典（festival du mot）が開かれており、その年一年をあらわす言葉が選定されている。
| 年   | 選ばれた言葉                                | 解説 |
| ---- | ------------------------------------------- | --- |
| 2018 | femmes                                      | 「女子」の意。ネットユーザーが選んだのは「Métissage（混血）」である。セクハラ暴行事件を起こした映画監督ハーヴェイ・ワインスタインの事件以降、映画『ワンダーウーマン』、ドラマ『侍女の物語』と女性を主演とした作品が多く世に出て、多くの人々が「女性」という言葉を使用したことから。 |
| 2017 | Renouveau                                   | 「更新、代謝」の意 |
| 2016 | réfugiés                                    | 「難民」の意 |
| 2015 | Laïcité                                     | 「ライシテ（世俗主義）」の意 |
| 2014 | SELFIE TRANSITION                           | 「自分撮り」の意 「変遷」の意 |
| 2013 | Transparence (インターネット選考：mensonge) | 「透明」の意、政治の透明性に関する法律施行 「虚言」の意 |
| 2012 | Twitter (インターネット選考：changement)    | Twitter: フランス語の動詞のように扱われ、簡潔さ、スピード、および共有を促進する新しいコミュニケーションモデルとして選考された 「変更」の意、ネットユーザーは自分の状況の改善を願って選考した。                                                                                      |
| 2011 | Dégage !                                    | 「失せろ！」、「どけ！」の意。アラブの春でチュニジア大統領ベン・アリーと民衆を煽ったフランス大使に使われた。 |
| 2010 | Dette                                       | 「債務」の意 |
| 2009 | Parachute doré                              | ゴールデンパラシュート、役員への退職金等のこと |
| 2008 | Bling-bling                                 | ヒップホップ用語で、「宝石などをじゃらじゃらつけて派手な様子」。当時の大統領ニコラ・サルコジへの揶揄「President Bling-Bling」 |
| 2007 | Bravitude                                   | サルコジ大統領の対抗馬だったセゴレーヌ・ロワイヤルが万里の長城を訪れたときに使った造語「勇気が膨らむ感じ」 |
| 2006 | Respect                                     | 「尊敬」の意 |
| 2005 | Précarité                                   | 「不安定性」の意、反初期雇用契約（CPE）運動で使用された。 |